# Дельта T
ΔT (дельта T, Delta T, delta-T, deltaT, или DT) — разница между земным временем (TT) и всемирным временем (UT), то есть разница между идеальным равномерно текущим временем, определенным по атомным часам, и «астрономическим временем», определённым по вращению Земли вокруг своей оси.

## Тонкости определения
В литературе, выпущенной в разное время, могут встречаться немного отличающиеся определения ΔT (в зависимости от того, какая шкала равномерного времени была рекомендована для использования в астрономических расчетах в тот или иной период):
- ΔT=ET−UT (до 1984 года)
- ΔT=TDT−UT (с 1984 по 2001 годы)
- ΔT=TT−UT(с 2001 года по настоящее время).

Кроме того, под «Всемирным временем» может подразумеваться одна из его версий (UT0, UT1 и т. д.). Поэтому в специализированной литературе принято указывать, что имеется в виду под ΔT, например «TDT — UT1», что означает «Динамическое земное время минус Всемирное время версии UT1».
Несмотря на некоторые изменения в определении, физический смысл ΔT не меняется — это разница между идеальным равномерно текущим временем и «временем», определённым по вращению Земли (которое замедляется, причём неравномерно).

## О неравномерности вращения Земли вокруг своей оси
Всемирное время (UT) является шкалой времени, основанной на суточном вращении Земли, которое не вполне равномерно на относительно коротких интервалах времени (от дней до столетий), и поэтому любые измерения времени, основанные на такой шкале, не могут иметь точность лучше чем 10−8. Однако основной эффект проявляется на больших временах: на масштабах столетий приливное трение постепенно замедляет скорость вращения Земли примерно на 2,3 мс/сутки/век. Однако есть и другие причины, изменяющие скорость вращения Земли. Самой важной из них являются последствия таяния материкового ледникового щита в конце последнего ледникового периода. Это привело к уменьшению мощной нагрузки на земную кору и послеледниковой релаксации, сопровождающейся распрямлением и поднятием коры в приполярных областях — процесс, который продолжается и сейчас и будет продолжаться пока не будет достигнуто изостатическое равновесие. Этот эффект послеледниковой релаксации приводит к перемещению масс ближе к оси вращения Земли, что заставляет её вращаться быстрее (закон сохранения углового момента). Полученное из этой модели ускорение составляет около −0,6 мс/сутки/век.
Таким образом, полное ускорение (на самом деле замедление) вращения Земли, или изменение длины средних солнечных суток составляет +1,7 мс/сутки/век. Эта величина хорошо соответствует среднему темпу замедления вращения Земли за последние 27 столетий.
Земное время (TT) является теоретически равномерной временной шкалой, определенной так, чтобы сохранить непрерывность с предшествующей равномерной шкалой эфемеридного времени (ET). ET основана на независимой от вращения Земли физической величине, предложенной (и принятой к применению) в 1948—1952 годах с намерением получить настолько однородную и не зависящую от гравитационных эффектов временную шкалу, насколько это возможно было в то время. Определение ET опиралось на солнечные таблицы Ньюкома, интерпретированные новым образом, чтобы учесть определенные расхождения в наблюдениях.
Таблицы Ньюкома служили основой для всех астрономических солнечных эфемерид с 1900 по 1983 год. Изначально они были выражены (и в таком виде опубликованы) в терминах среднего времени по Гринвичу и средних солнечных суток. однако позднее, в особенности в отношении периода с 1960 по 1983 год, они трактовались как выраженные в рамках ET, в соответствии с принятым в 1948—1952 годах предложением о переходе к ET. В свою очередь ET могло теперь рассматриваться в свете новых результатов как шкала времени, максимально близкая к среднему солнечному времени на интервале 1750 и 1890 годы (с серединой около 1820 года), поскольку именно в этом интервале проводились наблюдения, на основании которых были составлены таблицы Ньюкома. Хотя шкала TT является строго однородной (основана на единице секунды СИ, и каждая секунда строго равна каждой другой секунде), на практике она реализуется как Международное атомное время (TAI) с точностью около 10−14.

## Определение дельта Т из наблюдений
Время, определяемое положением Земли (точнее, ориентацией Гринвичского меридиана относительно фиктивного среднего Солнца), является интегралом от скорости вращения. При интегрировании с учётом изменения длины суток на +1,7 мс/сутки/век и выборе начальной точки в 1820 году (примерная середина интервала наблюдений, использованных Ньюкомом для определения длины суток), для ΔT получается в первом приближении парабола 31×((Год − 1820)/100)² в секунд. Сглаженные данные, полученные на основе анализа исторических данных о наблюдениях полных солнечных затмений дают значения ΔT около +16800 с в −500 году, +10600 с в 0, +5700 с в 500, +1600 с в 1000 и +180 с в 1500 годах. 
Для времени после изобретения телескопа ΔT определяются из наблюдений покрытий звезд Луной, что позволяет получить более точные и более частые значения величины. Поправка ΔT продолжала уменьшаться после XVI века, пока не достигла плато +11±6 с между 1680 и 1866 года. В течение трех десятилетий до 1902 она оставалась отрицательной с минимумом −6,64 с, затем начала увеличиваться до +63,83 с в 2000 году. 
В будущем ΔT будет увеличиваться с нарастающей скоростью (квадратично). Это потребует добавления все большего числа секунд координации к Всемирному координированному времени (UTC), поскольку UTC должно поддерживаться с точностью в одну секунду относительно равномерной шкалы UT1. (Секунда СИ, используемая сейчас для UTC, уже в момент принятия была немного короче, чем текущее значение секунды среднего солнечного времени.) 
Физически нулевой меридиан для Универсального времени оказывается почти всегда восточнее меридиана земного времени как в прошлом, так и в будущем. +16800 с или 4⅔ часа соответствуют 70° в.д. Это означает, что в −500 году вследствие более быстрого вращения Земли солнечное затмение происходило на 70° восточнее положения, которое следует из расчетов с использованием равномерного времени TT.
Все значения ΔT до 1955 года зависят от наблюдений Луны, связанных либо с затмениями, либо с покрытиями. Сохранение углового момента в Системе Земля-Луна требует, чтобы угловой момент Земли вследствие приливного трения передавался Луне, увеличивая её угловой момент, что означает, что её расстояние до Земли должно увеличиваться, что, в свою очередь, вследствие третьего закона Кеплера приводит к замедлению обращения Луны вокруг Земли. Приведенные выше значения ΔT предполагают, что ускорение Луны, связанное с этим эффектом составляет величину dn/dt = −26"/век², где n — средняя угловая сидерическая скорость Луны.
Это близко к лучшим экспериментальным оценкам для dn/dt, полученным в 2002 году: −25,858±0,003"/век², и поэтому оценки ΔT, полученные ранее исходя из значения −26"/век², принимая во внимание неопределенности и эффекты сглаживания в экспериментальных наблюдениях, можно не пересчитывать. В наше время UT определяется по измерению ориентации Земли по отношению к инерциальной системе отсчета, связанной с внегалактическими радиоисточниками, с поправкой на принятое соотношение между сидерическим и солнечным временем. Эти измерения, проводимые в нескольких обсерваториях, координируются Международной службой вращения Земли (IERS).

## Величины дельта Т

ΔT на протяжении 1657—1984 гг.

Для 1900—1995 годов значения приведены согласно «Астрономия на персональном компьютере», четвёртое издание, 2002 год, Монтенбрук О., Пфеглер Т., для 2000 года — из английской Вики.
| Год  | дельта Т, с |
| ---- | ----------- |
| 1900 | -2,72       |
| 1905 | 3,86        |
| 1910 | 10,46       |
| 1915 | 17,20       |
| 1920 | 21,16       |
| 1925 | 23,62       |
| 1930 | 24,02       |
| 1935 | 23,93       |
| 1940 | 24,33       |
| 1945 | 26,77       |
| 1950 | 29,15       |
| 1955 | 31,07       |
| 1960 | 33,15       |
| 1965 | 35,73       |
| 1970 | 40,18       |
| 1975 | 45,48       |
| 1980 | 50,54       |
| 1985 | 54,34       |
| 1990 | 56,86       |
| 1995 | 60,82       |
| 2000 | 63,83       |
| 2005 | 64,69       |
| 2010 | 66,07       |

## Вычисление дельта Т

### Приближенная формула для вычисления дельта Т
С 1972 года по наше время ΔT можно рассчитать зная количество секунд координации по формуле:
{\displaystyle \Delta T\simeq 32{,}184+10+N,}
где

32,184 секунд — разница между TT и TAI,

10 секунд — разница между TAI и UTC на начало 1972 года,

N — количество введенных с 1972 года секунд координации.
Формула дает погрешность не более 0,9 секунд. Например, на начало 1995 года было введено 19 секунд координации и формула дает ΔT=61,184 секунд, что лишь на 0,364 секунды превышает табличное значение.

### Точная формула для вычисления дельта Т
Из бюллетеня А (Bulletin — A) Службы вращения земли IERS можно узнать разность между TAI и UTC (зависит от количества секунд координации, величина меняется редко) и между UT1 и UTC (величина постоянно меняется, в бюллетене даётся на полночь ежесуточно), тогда дельта Т можно вычислить точно по формуле:
{\displaystyle \Delta T=32.184s+(TAI-UTC)-(UT1-UTC).}

### Приблизительная формула вычисления дельта Т на будущее
Рассчитать дельта Т на будущее можно только приблизительно, ввиду того, что изменение вращения Земли недостаточно изучено. Тем не менее для расчёта, например, пути прохождения тени от солнечного затмения или времени покрытия звёзд Луной делать хотя бы приблизительный расчёт необходимо. Фред Эспеньяк при расчёте солнечных затмений на период 2005—2050 годов пользовался формулой
{\displaystyle \Delta T=62,92+0,32217\cdot \left(y-2000\right)+0,005589\cdot \left(y-2000\right)^{2},}
где y — год, для которого определяется дельта Т.